# Wardha
Wardha este un oraș în India.